# 어메이징 스파이더맨 2
《어메이징 스파이더맨 2》(영어: The Amazing Spider-Man 2)는 2014년에 개봉한 미국의 슈퍼히어로 영화로, 마블 코믹스에 등장하는 가상의 스파이더맨 캐릭터와 동명의 캐릭터가 등장하는 만화를 원작으로 하였다. 감독은 마크 웨브이며, 스파이더맨의 다섯 번째 영화 시리즈이다. 각본은 앨릭스 커츠먼, 로베르토 오르시, 제프 핑크너가 썼고, 원안에는 제임스 밴더빌트도 참여하였다. 앤드루 가필드, 에마 스톤, 제이미 폭스, 엠베스 데이비츠, 캠벨 스콧, 샐리 필드 등이 출연하며, 데인 드한, 폴 지어마티, 펄리시티 존스, 크리스 쿠퍼는 2012년 12월과 2013년 2월 사이에 캐스팅 되었다. 주요 촬영은 2013년 2월부터 6월까지 뉴욕에서 진행되었다. 영화는 2014년 5월 2일 미국에서 2D, 3D 및 IMAX 3D로 개봉되었다.
영화는 다소 엇갈리는 평가를 받았으나 전세계에서 7억 900만 달러 수익을 올렸다. 2014년에 여덟 번째로 높은 수익률을 기록한 흥행 영화임에도 불구하고, 스파이더맨 시리즈 중에서는 가장 낮은 수익률의 영화로 기록되었다.

## 줄거리
전 오스코프 과학자이자 사업가인 리처드 파커는 그의 실종을 설명하기 위해 동영상 메시지를 녹음한다. 그와 그의 아내 메리 파커는 암살자에게 납치된 개인 제트기를 타고 도망치려 한다. 제트기가 추락하여 부부가 죽는다.
커트 코너스 박사와 전투를 벌인 지 2년이 지난 현재, 리처드와 메리의 아들 피터는 계속해서 스파이더맨으로서 범죄와 싸우고 있으며 러시아 범죄자 알렉세이 시체비치를 체포한다. 고인이 된 아버지에게 그녀를 멀리하겠다고 맹세 한 이후 여자 친구 그웬 스테이시와의 관계에 대한 피터의 의구심 때문에 그웬은 고등학교 졸업 후 관계를 끝낸다. 피터의 어린 시절 친구인 해리 오스본은 불치병에 걸린 아버지인 오스코프의 CEO인 노먼 오스본을 만나러 집으로 돌아온다. 그는 자신의 질병이 유전이며 해리는 처음 발병하는 나이라고 설명한다. 노먼이 사망하고 해리가 새로운 CEO로 임명되었다.
오스코프 연구소에서 일하는 동안 온순한 전기 엔지니어 맥스 딜런은 실수로 충격을 받아 유전 공학 전기 뱀장어 탱크에 빠진다. 그들은 그를 공격하고 그는 살아있는 발전기로 변이한다. 한편 그웬은 피터에게 옥스퍼드 대학에서 장학금을 받으면 영국으로 이사할 수 있다고 말한다. 자신의 힘이 어느 정도인지 알지 못하는 딜런은 타임 스퀘어로 방황하다가 실수로 정전을 일으키고 피터가 스파이더맨으로 제지한다. 딜런은 라벤크로프트 연구소로 이동하여 독일 과학자 애슐리 카프카 박사가 연구한다.
한편, 해리의 병의 첫 번째 증상이 나타나고 있으며, 그는 노먼이 그에게 준 정보를 사용하여 스파이더맨의 피가 그를 구할 수 있다고 추론한다. 그는 스파이더맨의 사진을 데일리 버글에 판매하고 있는 피터에게 스파이더맨을 찾는 데 도움을 요청한다. 피터는 수혈이 어떤 영향을 미칠지 확신하지 못하고 해리가 코너스 박사와 유사한 돌연변이를 겪을 가능성을 경계한다. 그는 나중에 해리를 스파이더맨으로 거부하고 그를 화나게 한다. 오스코프 부사장 도널드 멘켄은 딜런의 사고를 은폐하기 위해 해리를 구성하고 그를 CEO에서 몰아내고 오스코프를 장악한다. 해리는 현재 자신을 "일렉트로"라고 부르는 딜런과 거래를 제안하여 오스코프 건물 안으로 돌아간다. 일렉트로는 카프카 박사에 동의하고 죽인다.
오스코프로 돌아온 해리는 현재 파괴된 유전적으로 변형된 거미의 독을 찾는다. 그러나 멘켄에게 독을 주입하도록 강요하면 병이 가속화되고 그를 고블린과 같은 생물로 만들지 만 갑옷에 내장된 비상 프로토콜이 그의 건강을 회복한다. 한편, 피터는 버려진 지하철역에서 아버지의 비밀 연구실을 발견하고 자신의 연구로 생체유전학 무기를 만들려는 노먼의 계획에 협조하기를 거부했기 때문에 도망쳐야 했다는 사실을 알게 된다. 그런 다음 피터는 그웬이 옥스퍼드 장학금을 제안 받았다는 사실을 알게된다. 그는 그녀에 대한 사랑을 고백하고 함께 영국에 가기로 동의한다.
일렉트로가 또 다른 정전을 일으키면 피터와 그웬은 전력을 복구하고 일렉트로의 몸에 과부하를 주어 그를 죽인다. 그린 고블린인 해리는 노먼의 무기를 장비하고 도착한다. 그웬을 본 그는 스파이더 맨의 비밀 정체를 추론하고 수혈을 거부당한 것에 대한 복수를 맹세하고 그녀를 큰 시계탑 꼭대기로 데려간다. 피터는 고블린을 제압했지만 그녀의 죽음에 빠진 그웬을 구할 수 없다. 죄책감에 시달리고 우울한 피터는 스파이더맨으로서의 경력을 마감한다.
5개월 후, 해리는 레이븐크로프트에 수감되어 있는 동안 자신의 변신 후유증에 대처하고 있다. 그의 동료 구스타브 피어스가 그를 방문하고 두 사람은 자신의 팀 구성에 대해 논의한다. 해리는 피어스에게 감옥에서 탈출 한 시체비치부터 시작하라고 명령한다. 전자 기계 갑옷을 입은 시체비치는 자신을 "Rhino"라고 부르고 거리를 날뛰고 있다. 그웬의 졸업 연설에서 영감을 받은 피터는 그웬을 스파이더맨으로 대면한다.

## 배역
- 앤드루 가필드 - 피터 파커 / 스파이더맨 역. 명석한 두뇌를 가진 과학 천재로, 거미줄을 발사하는 기계를 만들어 활동하는 슈퍼히어로.
  - 맥스 찰스 - 어린 시절의 피터 역

- 에마 스톤 - 그웬 스테이시 역. 피터 파커의 연인. 옥스퍼드 대학에 장학생으로 합격해 영국으로 유학을 가게 된다.
- 제이미 폭스 - 맥스 딜런 / 일렉트로 역. 오스코프의 직원. 업무 중 예상치 못한 사고로 인해 전기를 자유자재로 다룰 수 있게 된다.
- 데인 드한 - 해리 오즈번 역. 피터 파커의 오랜 친구이자 노먼 오즈번의 아들.
- 폴 지어마티 - 알렉세이 시체비치 / 라이노 역. 괴력과 빠른 속도를 갖춘 코뿔소 슈트를 입고 스파이더맨을 공격하는 러시아 마피아.
- 샐리 필드 - 메이 파커 역. 피터 파커의 숙모.
- 마틴 신 - 벤 파커 역. 전작에서 살해 당한 피터 파커의 삼촌.
- 엠베스 데이비츠 - 메리 파커 역. 피터 파커의 어머니.
- 크리스 쿠퍼 - 노먼 오즈번 역. 오스코프 회장이자 해리 오즈번의 아버지. 지병으로 사망한다.
- 마르톤 초카시 - 카프카 박사 역. 레이븐크로프트 연구소 수장.
- 데니스 리어리 - 조지 스테이시 역. 전작에서 리저드에게 살해 당한 그웬 스테이시의 아버지.
- 펄리시티 존스 - 펄리샤 하디 역. 오스코프 직원이며, 노먼 오즈본의 전 비서. 노먼이 죽은 후 해리의 비서를 맡게 된다.
- 콜름 피오 - 도널드 멩컨 역
- B. J. 노백 - 앨리스터 스마이스 역. 오스코프 직원이며, 맥스의 상사.
- 셰일린 우들리 - 메리 제인 왓슨 역 (삭제 장면). 피터네 옆집으로 이사 온 한 여자.